# Mauri Rose
Mauri Rose (ur. 26 maja 1906 w Columbus, zm. 1 stycznia 1981 w Royal Oak, Michigan) – był amerykańskim kierowcą wyścigowym.
Startował dwa razy w Indianapolis 500, w latach 1950–1951, jako kierowca zespołu Deidt przez co został sklasyfikowany jako kierowca Formuły 1.